# Marie-José Pérec
Marie-José Pérec (n. 9 mai 1968, Basse-Terre, Guadeloupe, Franța) este o fostă atletă franceză specializată în proba de 400 m.

## Carieră
Sportiva a câștigat trei medalii de aur la Jocurile Olimpice: în 1992 la Barcelona în proba de 400 de metri și în 1996 la Atlanta în probele de 200 și 400 de metri. Ea a fost prima atletă care a câștigat de două ori la 400 de metri. De asemenea, ea a câștigat de două ori titlul de campioană mondială pe distanța sa specială (1991 la Tokio și 1995 la Göteborg), precum și titlurile europene pe 400 de metri și cu echipa Franței la 4x400 de metri la Helsinki în 1994.
În martie 2010, ea a devenit mama unui băiat; tatăl este fostul schior freestyle Sébastien Foucras.
Pérec a fost inclusă în IAAF Hall of Fame în 2013. Stadionul Institutului Național de Sport din Paris a fost numit în cinstea ei.
Împreună cu judokan Teddy Riner ea a aprins vasul olimpic la Jocurile Olimpice de la Paris din 2024.

## Realizări
| An   | Competiție                   | Locație                | Loc | Eveniment | Note    |
| ---- | ---------------------------- | ---------------------- | --- | --------- | ------- |
| 1988 | Campionatul European în sală | Budapesta, Ungaria     | 10  | 200 m     | 24,26   |
| 1988 | Jocurile Olimpice            | Seul, Coreea de Sud    | 32  | 200 m     | 24,22   |
| 1989 | Campionatul European în sală | Haga, Țările de Jos    | 1   | 200 m     | 23,21   |
| 1989 | Campionatul Mondial în sală  | Budapesta, Ungaria     | 6   | 200 m     | 23,99   |
| 1990 | Campionatul European         | Split, Iugoslavia      | 3   | 400 m     | 50,84   |
| 1990 | Campionatul European         | Split, Iugoslavia      | 5   | 4 × 400 m | 3:25,16 |
| 1991 | Campionatul Mondial          | Tokio, Japonia         | 1   | 400 m     | 49,13   |
| 1991 | Campionatul Mondial          | Tokio, Japonia         | 5   | 4 × 100 m | 43,34   |
| 1992 | Jocurile Olimpice            | Barcelona, Spania      | 1   | 400 m     | 48,83   |
| 1992 | Jocurile Olimpice            | Barcelona, Spania      | 4   | 4 × 100 m | 42,85   |
| 1993 | Campionatul Mondial          | Stuttgart, Germania    | 4   | 200 m     | 22,20   |
| 1993 | Campionatul Mondial          | Stuttgart, Germania    | 4   | 4 × 100 m | 42,67   |
| 1994 | Campionatul European         | Helsinki, Finlanda     | 1   | 400 m     | 50,33   |
| 1994 | Campionatul European         | Helsinki, Finlanda     | 1   | 4 × 400 m | 3:22,34 |
| 1995 | Campionatul Mondial          | Göteborg, Suedia       | 1   | 400 m     | 49,28   |
| 1995 | Campionatul Mondial          | Göteborg, Suedia       | 11  | 4 × 400 m | 3:27,11 |
| 1996 | Jocurile Olimpice            | Atlanta, Statele Unite | 1   | 200 m     | 22,12   |
| 1996 | Jocurile Olimpice            | Atlanta, Statele Unite | 1   | 400 m     | 48,25   |
| 1996 | Jocurile Olimpice            | Atlanta, Statele Unite | 6   | 4 × 100 m | 42,76   |
| 1997 | Campionatul Mondial          | Atena, Grecia          | 16  | 200 m     | –       |

1. ↑  Nu a luat startul în semifinală.

## Recorduri personale
| Probă         | Performanță | Dată                | Locație           |
| ------------- | ----------- | ------------------- | ----------------- |
| 200 m         | 21,99 s RN  | 2 iulie 1993        | Villeneuve d'Ascq |
| 400 m         | 48,25 s RN  | 29 iulie 1996       | Atlanta           |
| 400 m garduri | 53,21 s RN  | 16 august 1995 1996 | Zürich            |
| 200 m în sală | 23,16 s     | 19 februarie 1989   | Haga              |
| 400 m în sală | 51,44 s RN  | 18 februarie 1996   | Liévin            |

## Legături externe
- Materiale media legate de Marie-José Pérec la Wikimedia Commons
- en Marie-José Pérec la World Athletics
- en Marie-José Pérec la Olympedia.org
- en  Marie-Jose Perec la athleticspodium.com